# (1092) Lilium
(1092) Lilium est un astéroïde de la ceinture principale découvert le 12 janvier 1924 par l'astronome allemand Karl Wilhelm Reinmuth. il fut nommé en honneur du genre du Lilium. Sa désignation provisoire était 1924 PN. 